# بروزگی
بروزگی (به لاتین: Bruzgi) یک منطقهٔ مسکونی در بلاروس است که در منطقه گرودنو واقع شده‌است.